# Театр Маноель
Театр Маноель (мальт. It-Teatru Manoel, англ. Manoel Theatre) — театр і концертний зал у Валлетті на Мальті.

## Історія
Театр названо на честь 66-го великого магістра ордену госпітальєрів Антоніу Маноела де Вільєни, який замовив будівництво 1731 року. Цей величний театр, зведений понад три століття тому, — один із найстаріших у Європі.
Збудований лише за 10 місяців, театр урочисто відкрито 19 січня 1732 року прем'єрою італійської трагедії «Меропа» Шипіоне Маффеї.
У театрі також базується Мальтійський філармонічний оркестр, одним із символів музичного життя Мальти.
Для ознайомлення відвідувачів з історією та внутрішнім облаштуванням театру проводяться екскурсії.
Театр відомий розкішним інтер'єром, що втілює стиль бароко та багатство культурної спадщини Мальти. У ложах та холах театру є старовинні меблі: крісла, столики, комоди тощо.

## Деякі всесвітні прем'єри, що проходили в театрі Маноель
- 8 квітня 2016 року: The Price of One. П'єса Едварда Бонда[en]. Режисер Кріс Купер.[4][5]
- 26 січня 2017 року: Концертино для гітари, клавесина та оркестру Рубена Паче[en]. Мальтійський філармонічний оркестр[en], Мішель Кастерлетті[en] (диригент), Йоганна Бейстинер (гітара), Джоанна Камільєрі[en] (клавесин).[6]